# Station Tanimachi Rokuchome
Station Tanimachi Rokuchōme (谷町六丁目駅, Tanimachi Rokuchōme-eki) is een metrostation in de wijk Chūō-ku, Osaka, Japan. Het wordt aangedaan door de Tanimachi-lijn en Nagahori Tsurumi-ryokuchi-lijn. Beide lijnen hebben eigen perrons, daar de stations loodrecht op elkaar staan. De buurt Tanimachi kent naast het station Rokuchōme, ook Yonchōme en Kyūchōme.

## Naamgeving
Tanimachi Rokuchōme is, net als een aantal andere stations in Japan, een stationsnaam met het 'districtnummer' er in. De naam betekent in feite 'Tanimachi (wat valleistad betekent) district nummer 6'. Vanwege de lange naam wordt het station wordt dikwijls afgekort tot Tani-Roku.

## Treindienst

### Tanimachi-lijn(stationsnummer T24)
| 1 | ■Tanimachi-lijn | richting Tennōji en Yao-Minami                 |
| 2 | ■Tanimachi-lijn | richting Higashi-Umeda, Miyakojima en Dainichi |

### Nagahori Tsurumi-ryokuchi-lijn(stationsnummer N18)
| 1 | ■Nagahori Tsurumi-ryokuchi-lijn | richting Morinomiya, Kyōbashi en Kadoma-Minami |
| 2 | ■Nagahori Tsurumi-ryokuchi-lijn | richting Shinsaibashi en Taishō                |

## Geschiedenis
Het eerste station werd in 1968 aangelegd voor de Tanimachi-lijn. bijna 28 jaar later werd het station voor de Nagahori Tsurumi-ryokuchi-lijn.

## Overig openbaar vervoer
Bus 85

## Stationsomgeving
- Dōza-park
- Hoofdkantoor van Mandom
- Kantoor van SSK
- Daily Yamazaki
- FamilyMart
- Cosmo-tankstation

Dainichi · Moriguchi · Taishibashi-Imaichi · Sembayashi-Omiya · Sekime-Takadono · Noe-Uchindai · Miyakojima · Tenjimbashisuji Rokuchōme · Nakazakicho · Higashi-Umeda · Minami-Morimachi · Temmabashi · Tanimachi Yonchōme · Tanimachi Rokuchōme · Tanimachi Kyūchōme · Shitennōji-mae Yūhigaoka · Tennōji · Abeno · Fuminosato · Tanabe · Komagawa-Nakano · Hirano · Kire-Uriwari · Deto · Nagahara · Yao-Minami
Taishō · Dome-mae Chiyozaki · Nishi-Nagahori · Nishiōhashi · Shinsaibashi · Nagahoribashi · Matsuyamachi · Tanimachi Rokuchōme · Tamatsukuri · Morinomiya · Osaka Business Park · Kyōbashi · Gamō Yonchōme · Imafuku-Tsurumi · Yokozutsumi · Tsurumi-Ryokuchi · Kadoma-Minami